# Ralf Waldmann
Ralf Waldmann (Hagen, 14 luglio 1966 – Ennepetal, 10 marzo 2018) è stato un pilota motociclistico tedesco.
All'interno del motomondiale detiene un singolare record: tra i piloti che non si sono assicurati nemmeno un campionato del mondo, egli è quello che ha vinto più Gran Premi, venti in quattordici anni di carriera.

## Biografia
Campione nazionale nella classe 80 nel 1986, esordì nel motomondiale al GP del Baden-Württemberg, gara finale della stagione '86, su una Seel 80, non andando a punti. La stagione seguente, disputò quattro gare con la Seel 80, arrivando decimo al GP di Germania e venticinquesimo nella classifica finale.
Dopo alcuni anni di piazzamenti in bassa classifica nel Mondiale con la Seel 80 e la JJ Cobas 125 (vanno però segnalate due vittorie in gare del campionato Europeo della classe 80, a Jerez nel 1988 e a Zolder nel 1989), nel 1991 passò alla Honda, con cui vinse due corse e fu terzo nella classifica generale dietro Loris Capirossi e Fausto Gresini. Anche nella stagione successiva dovette accontentarsi del gradino più basso del podio, preceduto stavolta da Alessandro Gramigni oltre che dallo stesso Gresini.
Nel 1993 Waldmann passò all'Aprilia, con cui vinse il GP della F.I.M. ma con cui arrivò solo quarto nella generale con 160 punti iridati. L'anno seguente ritornò alla Honda e fece il salto nella classe 250, in cui al suo primo anno arrivò primo nel GP d'Italia e quinto nella classifica generale con 156 lunghezze. Nel 1995, con più fiducia nei suoi mezzi, riuscì a spuntarla in tre gare (Australia, Giappone e Francia) ma dovette cedere allo strapotere di Max Biaggi.
Nei due anni a seguire fu l'acerrimo rivale del pilota romano: nel 1996 vinse quattro corse e perse il titolo per 6 punti mentre nel 1997 conquistò altre quattro gare ma fu secondo per soli 2 punti, quando a due tappe dal termine il mondiale sembrava concluso in suo favore. Nonostante la delusione, nel 1998 corse nella classe 500 con la Modenas KR3 del Marlboro Team Roberts, giungendo solo 14º al termine dell'annata.
Nel 1999 tornò all'Aprilia nella "due e mezzo", e dopo una stagione interlocutoria chiusa con il sesto posto, nel 2000 tornò a vincere (ciò accadde in due occasioni) e a dare l'assalto al mondiale, che non ottenne a causa di una certa irregolarità di risultati. Dopo essersi preso un anno sabbatico, nel 2002 tornò a correre, ma dopo una serie negativa di risultati appese il casco al chiodo: la Honda gli chiese di fare il collaudatore nella MotoGP, ma egli rifiutò l'offerta.
Nel 2005 corre come wild card nel campionato mondiale Superbike solo il gran premio di Germania all'EuroSpeedway Lausitz con una Honda CBR 1000RR del team Alpha Technik Van Zon Honda. Si ritira in gara uno e non prende parte alla seconda gara, quindi non ottiene punti per la classifica piloti. Dal 2008 è il Team Manager di Robert Andrej Mureșan, pilota del Grizzly Gas Kiefer Racing Team nella classe 125. Nel marzo 2009 a sorpresa ha comprato, in società con un altro ex pilota tedesco, Martin Wimmer, per una cifra pari a circa quattro milioni di euro, nome, stabilimenti e tecnica del marchio motociclistico tedesco MZ; il precedente proprietario era il gruppo malese Hong Leong.
Il 26 luglio 2009 ha nuovamente fatto una occasionale apparizione nelle gare del motomondiale, partecipando al GP di Gran Bretagna, con un'Aprilia 250, e ritirandosi. È rimasto nell'ambiente lavorando come telecronista per Eurosport. Waldmann è morto il 10 marzo 2018 nella sua casa di Ennepetal.

## Risultati in gara

### Motomondiale

#### Classe 80
| 1986 | Classe | Moto |  |  |  |  |  |  |    |    |  |    |  |    |  |  |  | Punti | Pos. |
| ---- | ------ | ---- |  |  |  |  |  |  | -- | -- |  | -- |  | -- |  |  |  | ----- | ---- |
| 1986 | 80     | ERK  |  |  |  |  |  |  | NE | NE |  | NE |  | 19 |  |  |  | 0     |      |

| 1987 | Classe | Moto |    |  |    |  |    |  |    |    |  |    |     |  |  |    |    | Punti | Pos. |
| ---- | ------ | ---- | -- |  | -- |  | -- |  | -- | -- |  | -- | --- |  |  | -- | -- | ----- | ---- |
| 1987 | 80     | Seel | NE |  | 10 |  | 12 |  | 19 | NE |  | NE | Rit |  |  | NE | NE | 1     | 25º  |

| 1988 | Classe | Moto |    |    |  |  |  |    |    |  |    |  |    |    |    |  |    | Punti | Pos. |
| ---- | ------ | ---- | -- | -- |  |  |  | -- | -- |  | -- |  | -- | -- | -- |  | -- | ----- | ---- |
| 1988 | 80     | Seel | NE | NE |  |  |  | 17 | NE |  | NE |  | NE | NE | NE |  | NE | 0     |      |

| 1989 | Classe | Moto |    |    |    |   |    |   |    |     |    |    |    |    |    |    |    | Punti | Pos. |
| ---- | ------ | ---- | -- | -- | -- | - | -- | - | -- | --- | -- | -- | -- | -- | -- | -- | -- | ----- | ---- |
| 1989 | 80     | Seel | NE | NE | NE | 8 | 14 | 7 | NE | Rit | 12 | NE | NE | NE | NE | 19 | NE | 23    | 14º  |

| Legenda | 1º posto        | 2º posto            | 3º posto            | A punti      | Senza punti        | Grassetto – Pole position Corsivo – Giro più veloce |
| Legenda | Gara non valida | Non qual./Non part. | Ritirato/Non class. | Squalificato | '-' Dato non disp. | Grassetto – Pole position Corsivo – Giro più veloce |

#### Classe 125
| 1988 | Classe | Moto  |    |    |  |    |  |    |  |  |  |  |  |  |  |  |    | Punti | Pos. |
| ---- | ------ | ----- | -- | -- |  | -- |  | -- |  |  |  |  |  |  |  |  | -- | ----- | ---- |
| 1988 | 125    | Rotax | NE | NE |  | NE |  | NQ |  |  |  |  |  |  |  |  | NE | 0     |      |

| 1989 | Classe | Moto |  |  |    |    |  |    |  |    |  |    |  |     |    |     |    | Punti | Pos. |
| ---- | ------ | ---- |  |  | -- | -- |  | -- |  | -- |  | -- |  | --- | -- | --- | -- | ----- | ---- |
| 1989 | 125    | Seel |  |  | NE | NQ |  | NQ |  | NE |  | NQ |  | Rit | 19 | Rit | NE | 0     |      |

| 1990 | Classe | Moto     |  |    |     |    |    |    |   |     |     |     |    |    |     |     |     | Punti | Pos. |
| ---- | ------ | -------- |  | -- | --- | -- | -- | -- | - | --- | --- | --- | -- | -- | --- | --- | --- | ----- | ---- |
| 1990 | 125    | JJ Cobas |  | NE | Rit | 25 | 11 | 16 | 4 | Rit | Rit | Rit | 15 | 23 | Rit | Rit | Rit | 19    | 23º  |

| 1991 | Classe | Moto  |   |   |    |   |   |   |   |   |   |   |     |   |   |    |  | Punti | Pos. |
| ---- | ------ | ----- | - | - | -- | - | - | - | - | - | - | - | --- | - | - | -- |  | ----- | ---- |
| 1991 | 125    | Honda | 7 | 5 | NE | 7 | 9 | 1 | 2 | 6 | 1 | 2 | Rit | 4 | 8 | NE |  | 141   | 3º   |

| 1992 | Classe | Moto  |   |   |   |   |     |    |   |   |   |    |   |    |   |  |  | Punti | Pos. |
| ---- | ------ | ----- | - | - | - | - | --- | -- | - | - | - | -- | - | -- | - |  |  | ----- | ---- |
| 1992 | 125    | Honda | 1 | 1 | 3 | 1 | Rit | 12 | 3 | 9 | 2 | 10 | 7 | 15 | 6 |  |  | 112   | 3º   |

| 1993 | Classe | Moto    |     |   |   |   |   |   |     |   |   |   |    |   |   |   |  | Punti | Pos. |
| ---- | ------ | ------- | --- | - | - | - | - | - | --- | - | - | - | -- | - | - | - |  | ----- | ---- |
| 1993 | 125    | Aprilia | Rit | 5 | 6 | 2 | 9 | 5 | Rit | 2 | 4 | 3 | NP | 5 | 3 | 1 |  | 160   | 4º   |

| Legenda | 1º posto        | 2º posto            | 3º posto            | A punti      | Senza punti        | Grassetto – Pole position Corsivo – Giro più veloce |
| Legenda | Gara non valida | Non qual./Non part. | Ritirato/Non class. | Squalificato | '-' Dato non disp. | Grassetto – Pole position Corsivo – Giro più veloce |

#### Classe 250
| 1994 | Classe | Moto  |   |   |     |   |   |   |   |   |   |   |   |    |   |   |  |  |  |  | Punti | Pos. |
| ---- | ------ | ----- | - | - | --- | - | - | - | - | - | - | - | - | -- | - | - |  |  |  |  | ----- | ---- |
| 1994 | 250    | Honda | 7 | 6 | Rit | 4 | 5 | 6 | 4 | 1 | 4 | 7 | 2 | 10 | 8 | 7 |  |  |  |  | 156   | 5º   |

| 1995 | Classe | Moto  |   |   |   |   |     |   |   |   |   |   |   |   |   |  |  |  |  |  | Punti | Pos. |
| ---- | ------ | ----- | - | - | - | - | --- | - | - | - | - | - | - | - | - |  |  |  |  |  | ----- | ---- |
| 1995 | 250    | Honda | 1 | 4 | 1 | 5 | Rit | 4 | 2 | 1 | 3 | 3 | 4 | 6 | 3 |  |  |  |  |  | 203   | 3º   |

| 1996 | Classe | Moto  |    |   |   |   |   |   |   |   |   |   |   |   |   |   |   |  |  |  | Punti | Pos. |
| ---- | ------ | ----- | -- | - | - | - | - | - | - | - | - | - | - | - | - | - | - |  |  |  | ----- | ---- |
| 1996 | 250    | Honda | NP | 3 | 8 | 3 | 3 | 2 | 1 | 1 | 2 | 1 | 3 | 1 | 3 | 2 | 2 |  |  |  | 268   | 2º   |

| 1997 | Classe | Moto  |   |   |   |   |   |   |   |   |   |    |   |   |   |   |   |  |  |  | Punti | Pos. |
| ---- | ------ | ----- | - | - | - | - | - | - | - | - | - | -- | - | - | - | - | - |  |  |  | ----- | ---- |
| 1997 | 250    | Honda | 4 | 5 | 1 | 4 | 2 | 3 | 2 | 4 | 3 | 12 | 1 | 4 | 1 | 7 | 1 |  |  |  | 248   | 2º   |

| 1999 | Classe | Moto    |    |  |   |   |   |     |   |   |   |   |   |     |   |     |   |    |  |  | Punti | Pos. |
| ---- | ------ | ------- | -- |  | - | - | - | --- | - | - | - | - | - | --- | - | --- | - | -- |  |  | ----- | ---- |
| 1999 | 250    | Aprilia | NP |  | 6 | 4 | 2 | Rit | 6 | 8 | 3 | 2 | 7 | Rit | 5 | Rit | 7 | 11 |  |  | 131   | 6º   |

| 2000 | Classe | Moto    |   |   |     |   |   |     |   |    |   |   |   |     |    |   |   |   |  |  | Punti | Pos. |
| ---- | ------ | ------- | - | - | --- | - | - | --- | - | -- | - | - | - | --- | -- | - | - | - |  |  | ----- | ---- |
| 2000 | 250    | Aprilia | 7 | 4 | Rit | 1 | 8 | Rit | 7 | 24 | 1 | 8 | 5 | Rit | 13 | 6 | 7 | 4 |  |  | 143   | 7º   |

| 2002 | Classe | Moto    |  |  |  |  |  |  |    |  |   |    |  |  |  |  |  |  |  |  | Punti | Pos. |
| ---- | ------ | ------- |  |  |  |  |  |  | -- |  | - | -- |  |  |  |  |  |  |  |  | ----- | ---- |
| 2002 | 250    | Aprilia |  |  |  |  |  |  | 11 |  | 9 | 11 |  |  |  |  |  |  |  |  | 17    | 19º  |

| 2009 | Classe | Moto    |  |  |  |  |  |  |  |    |  |     |  |  |  |  |  |  |  |  | Punti | Pos. |
| ---- | ------ | ------- |  |  |  |  |  |  |  | -- |  | --- |  |  |  |  |  |  |  |  | ----- | ---- |
| 2009 | 250    | Aprilia |  |  |  |  |  |  |  | NE |  | Rit |  |  |  |  |  |  |  |  | 0     |      |

| Legenda | 1º posto        | 2º posto            | 3º posto            | A punti      | Senza punti        | Grassetto – Pole position Corsivo – Giro più veloce |
| Legenda | Gara non valida | Non qual./Non part. | Ritirato/Non class. | Squalificato | '-' Dato non disp. | Grassetto – Pole position Corsivo – Giro più veloce |

#### Classe 500
| 1998 | Classe | Moto        |     |   |    |    |    |    |    |  |   |    |    |    |     |    |  | Punti | Pos. |
| ---- | ------ | ----------- | --- | - | -- | -- | -- | -- | -- |  | - | -- | -- | -- | --- | -- |  | ----- | ---- |
| 1998 | 500    | Modenas KR3 | Rit | 9 | 10 | 11 | 12 | 10 | NP |  | 7 | 13 | 15 | 12 | Rit | 15 |  | 46    | 14º  |

| Legenda | 1º posto        | 2º posto            | 3º posto            | A punti      | Senza punti        | Grassetto – Pole position Corsivo – Giro più veloce |
| Legenda | Gara non valida | Non qual./Non part. | Ritirato/Non class. | Squalificato | '-' Dato non disp. | Grassetto – Pole position Corsivo – Giro più veloce |

### Campionato mondiale Superbike
| 2005 | Moto  |  |  |  |  |  |  |  |  |  |  |  |  |  |  |  |  |  |  |     |    |  |  |  |  |  |  | Punti | Pos. |
| ---- | ----- |  |  |  |  |  |  |  |  |  |  |  |  |  |  |  |  |  |  | --- | -- |  |  |  |  |  |  | ----- | ---- |
| 2005 | Honda |  |  |  |  |  |  |  |  |  |  |  |  |  |  |  |  |  |  | Rit | NP |  |  |  |  |  |  | 0     |      |

| Legenda | 1º posto        | 2º posto            | 3º posto           | A punti      | Senza punti        | Grassetto – Pole position Corsivo – Giro più veloce |
| Legenda | Gara non valida | Non qual./Non part. | Ritirato/Non class | Squalificato | '-' Dato non disp. | Grassetto – Pole position Corsivo – Giro più veloce |